# رايد لندن

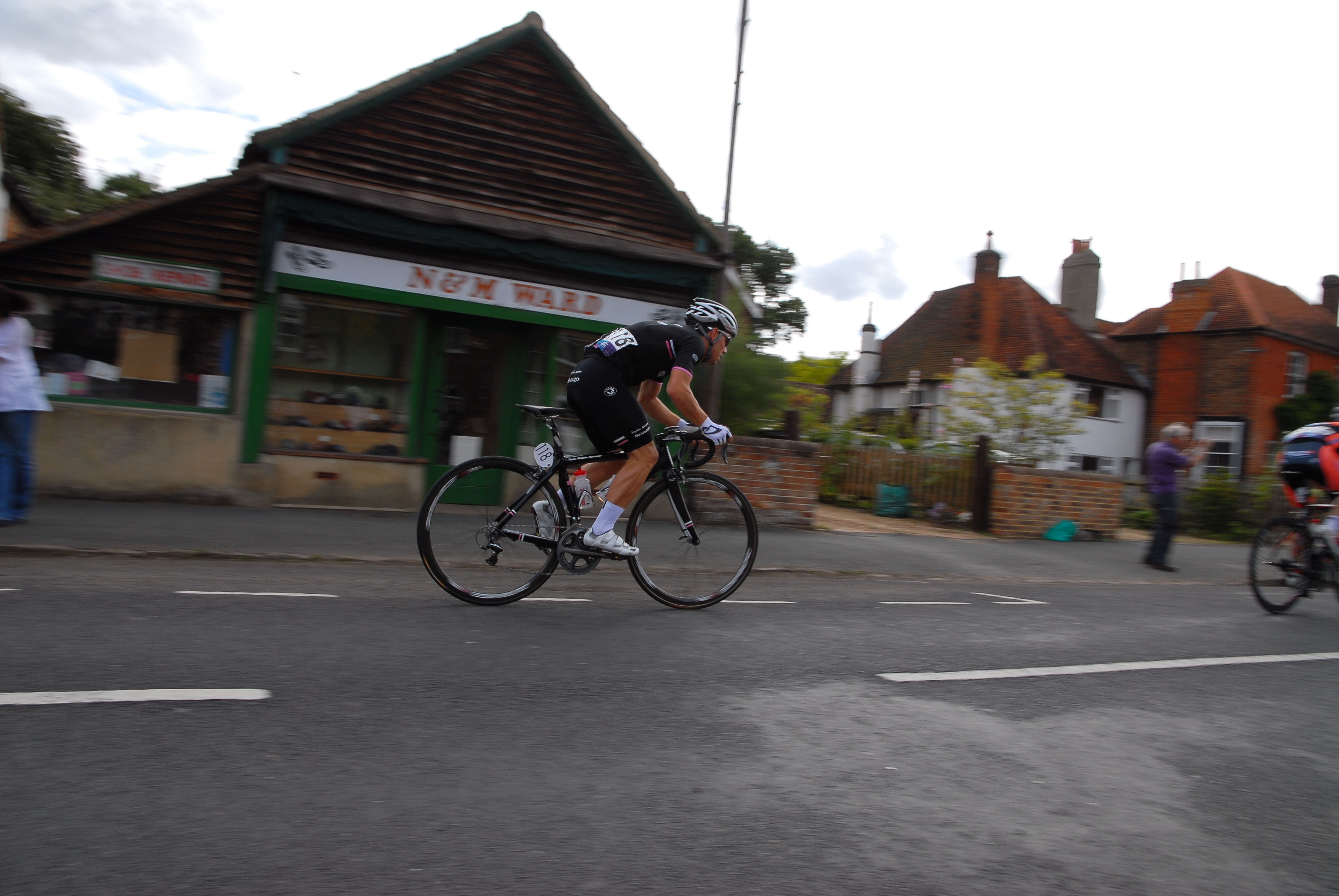
ركوب الدراجات الأولمبية في قرية ساري ريبلي 2011، إد كلانسي

رايد لندن (بالإنجليزية: London–Surrey Classic)‏ هو سباق دراجات هوائية،  من صنف سباق يوم واحد ‏،  بدأ في 2011 في المملكة المتحدة،  وهو أحد سباقات طواف أوروبا للدراجات.

## تاريخ

### قائمة الفائزين
| السنة | الفائز          | الثاني            | الثالث          |                 |
| ----- | --------------- | ----------------- | --------------- | --------------- |
| 2011  | مارك كافنديش    | ساشا مودولو       | سامويل دومولين  |                 |
| 2013  | ارنو ديمار      | ساشا مودولو       | يانيك مارتينيز  |                 |
| 2014  | أدم بليث        | بن سويفت          | جوليان ألافيليب |                 |
| 2015  | جيمبي دراكر     | مايك تيونسين      | بن سويفت        |                 |
| 2016  | توم بونن        | مارك رينشو        | مايكل ماثيوز    |                 |
| 2017  | ألكسندر كريستوف | ماغنوس كورت نيلسن | مايكل ماثيوز    |                 |
| 2018  | باسكال أكرمان   | إيليا فيفياني     | جياكومو نيزولو  |                 |
| 2019  | إيليا فيفياني   | سام بينيت         | مايكل موركوف    |                 |
| 2020  | تم إلغاء السباق | تم إلغاء السباق   | تم إلغاء السباق | تم إلغاء السباق |

## وصلات خارجية
- الموقع الرسمي